# Commissie van Nationaal Onderwijs
De Commissie van Nationaal Onderwijs (Pools: Komisja Edukacji Narodowej) was de centrale pedagogische autoriteit in het Pools-Litouwse Gemenebest, op 14 oktober 1773 gecreëerd door de Sejm en koning Stanislaus August Poniatowski. Vanwege de enorme autoriteit en onafhankelijkheid wordt het gezien als het eerste Ministerie van Onderwijs gezien in de wereld, en een belangrijke prestatie van de Poolse Verlichting.
De fundamentele reden voor de oprichting was dat in Polen en in Litouwen het onderwijs bijna volledig werd bestuurd door jezuïeten. Hoewel de scholen vrij efficiënt waren en de Poolse jeugd een goede opleiding kreeg, waren ze ook erg conservatief. Bovendien besloot de paus in 1773 de jezuïetenorde te sluiten.